# 底魚
底魚（そこうお/ていぎょ、Demersal fish）とは、海・河川・湖沼の底部で生息する魚類の総称。底生魚（ていせいぎょ）とも呼ばれる。

## 概要
底生魚には海底に着床して生活するカレイ目の仲間、泥底近くを遊泳するタチウオ、砂底に潜んで他の魚を襲うアンコウなど、多様な生活様式をもつ魚類が含まれる。海底との接触時間が長い扁平状のカレイ・アンコウ、海底付近を遊泳して過ごすアイナメなど、体型もさまざまである。